# Bahnstrecke Zabrze Mikulczyce–Tworóg Brynek
| Streckennummer: | 178                  |                                            |                                     |
| Kursbuchstrecke: | 128 (1934)           |                                            |                                     |
| Streckenlänge: | 21,455 km            |                                            |                                     |
| Spurweite: | 1435 mm (Normalspur) |                                            |                                     |
| Stromsystem: | 3000 V =             |                                            |                                     |
| Zweigleisigkeit: | ja                   |                                            |                                     |
| |                      |                                            |                                     |
| \| \| \| von Zabrze Biskupice (Borsigwerk) \| \| \| \| 0,018 \| Zabrze Mikulczyce (Mikultschütz/Klausberg) \| 255 m \| \| \| \| Anschluss Bumar \| \| \| \| \| nach Pyskowice (Peiskretscham) \| \| \| \| \| Landesstraße 78 \| \| \| \| \| Autobahn 1 \| \| \| \| 5,067 \| Wieszowa (Wieschowa/Randsdorf) \| 271 m \| \| \| \| Landesstraße 94 \| \| \| \| 7,660 \| Kamieniec (Kamienietz/Dramastein) \| 262 m \| \| \| 10,101 \| Zbrosławice (Broslawitz/Dramatal) \| 256 m \| \| \| 15,290 \| Miedary (Miedar/Larischhof) \| 280 m \| \| \| \| von Tarnowskie Góry (Tarnowitz) \| \| \| \| 21,473 \| Tworóg Brynek (Brynnek/Brunneck) \| 262 m \| \| \| \| nach Fosowskie (Vossowska/Voßwalde) \| \| |                      |                                            |                                     |
| Strecke (außer Betrieb) |                      | von Zabrze Biskupice (Borsigwerk)          | von Zabrze Biskupice (Borsigwerk)   |
| Bahnhof (Strecke außer Betrieb) | 0,018                | Zabrze Mikulczyce (Mikultschütz/Klausberg) | 255 m                               |
| Abzweig geradeaus und nach rechts (Strecke außer Betrieb) |                      | Anschluss Bumar                            | Anschluss Bumar                     |
| Abzweig geradeaus und nach links (Strecke außer Betrieb) |                      | nach Pyskowice (Peiskretscham)             | nach Pyskowice (Peiskretscham)      |
| Strecke mit Straßenbrücke (Strecke außer Betrieb) |                      | Landesstraße 78                            | Landesstraße 78                     |
| Strecke mit Straßenbrücke (Strecke außer Betrieb) |                      | Autobahn 1                                 | Autobahn 1                          |
| Bahnhof (Strecke außer Betrieb) | 5,067                | Wieszowa (Wieschowa/Randsdorf)             | 271 m                               |
| Strecke mit Straßenbrücke (Strecke außer Betrieb) |                      | Landesstraße 94                            | Landesstraße 94                     |
| Haltepunkt / Haltestelle (Strecke außer Betrieb) | 7,660                | Kamieniec (Kamienietz/Dramastein)          | 262 m                               |
| Bahnhof (Strecke außer Betrieb) | 10,101               | Zbrosławice (Broslawitz/Dramatal)          | 256 m                               |
| Bahnhof (Strecke außer Betrieb) | 15,290               | Miedary (Miedar/Larischhof)                | 280 m                               |
| Abzweig ehemals geradeaus und von rechts |                      | von Tarnowskie Góry (Tarnowitz)            | von Tarnowskie Góry (Tarnowitz)     |
| ehemaliger Bahnhof | 21,473               | Tworóg Brynek (Brynnek/Brunneck)           | 262 m                               |
| Strecke |                      | nach Fosowskie (Vossowska/Voßwalde)        | nach Fosowskie (Vossowska/Voßwalde) |

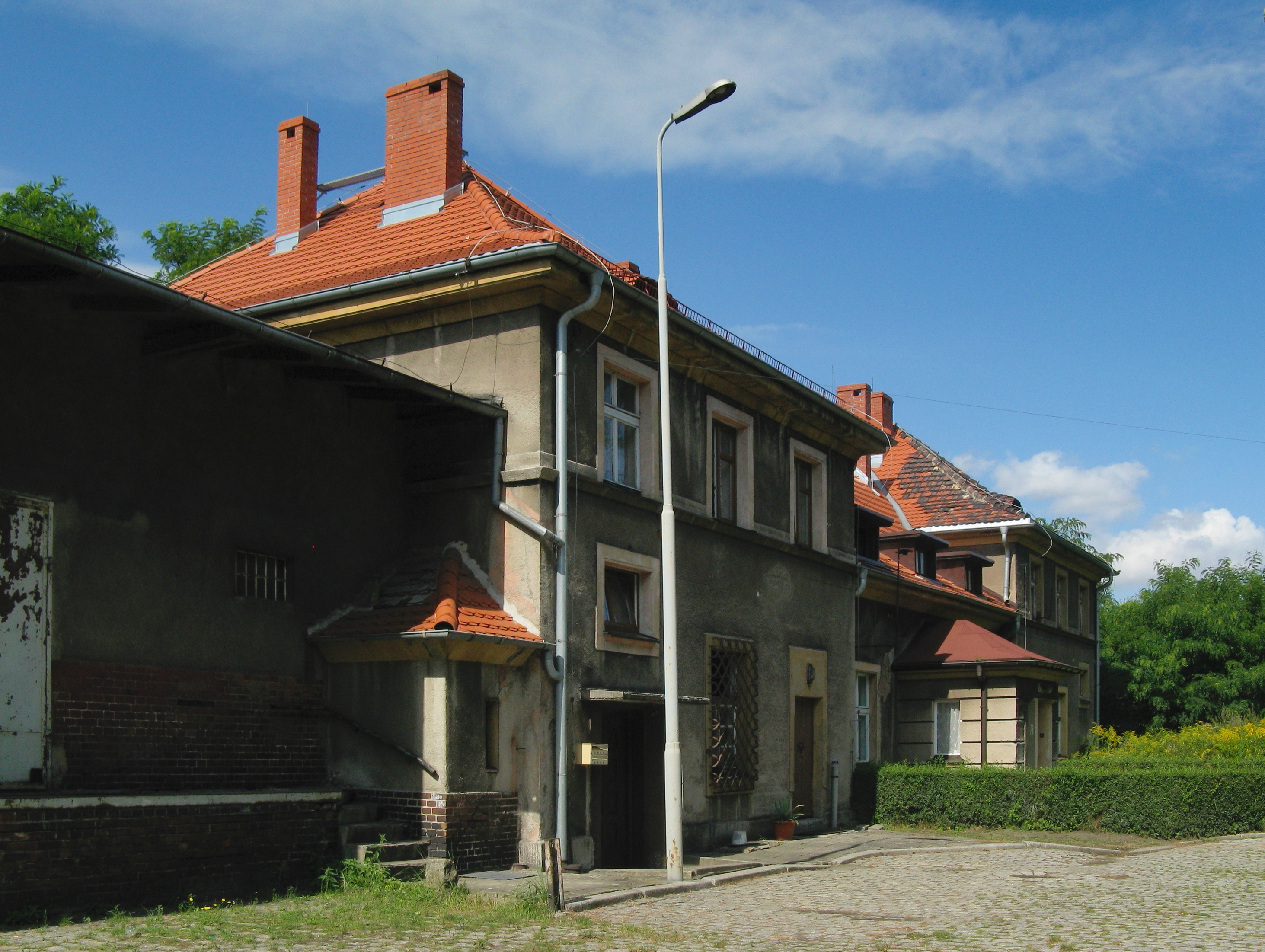
Ehemaliges Bahnhofsgebäude in Wieszowa (2020)

Die Bahnstrecke Zabrze Mikulczyce–Tworóg Brynek ist eine ehemalige zweigleisige und elektrifizierte Eisenbahnstrecke in der polnischen Woiwodschaft Schlesien.

## Verlauf
Die Strecke begann im Bahnhof Zabrze Mikulczyce (Mikultschütz/Klausberg; km 0,018) an der Bahnstrecke Bytom–Wrocław und verlief nordwärts zum Bahnhof Tworóg Brynek (Brynnek/Brunneck; km 21,473) an der Bahnstrecke Tarnowskie Góry–Opole. 
Sie war durchgängig zweigleisig und mit 3000 Volt Gleichspannung elektrifiziert.

## Geschichte
Aufgrund der Teilung Oberschlesiens 1922 nach dem Friedensvertrag von Versailles, den Aufständen in Oberschlesien und der Volksabstimmung in Oberschlesien verlief zwischen Brynnek auf weiterhin deutschem Gebiet und Tarnowitz auf nun polnischem Gebiet an der Strecke Oppeln–Vossowska–Tarnowitz die polnisch-deutsche Grenze. 
Diese Strecke blieb über die Grenze in Betrieb, zusätzlich wurde am 7. Oktober 1928 eine Strecke von Brynnek nach Mikultschütz von der Deutschen Reichsbahn eröffnet. Sie ging 1945 mit der Angliederung des Gebiets an Polen an die Polnischen Staatseisenbahnen über und war ab 1982 elektrifiziert und zweigleisig ausgebaut. Am 24. September 1994 wurde der Personenverkehr eingestellt und die Strecke am 27. November 2000 stillgelegt.